# Stadtwerke Solingen (Verkehrsbetrieb)
Der Verkehrsbetrieb der Stadtwerke Solingen GmbH, kurz SWS, ist ein Geschäftsfeld der Stadtwerke Solingen GmbH. Diese haben außerdem als weiteres Geschäftsfeld den Versorgungsbetrieb, der organisatorisch vom Verkehrsbetrieb getrennt ist. Der Verkehrsbetrieb betreibt als Nahverkehrsunternehmen in der Stadt Solingen und ihrer näheren Umgebung den Oberleitungsbus Solingen sowie diverse Omnibus-Linien. Die Stadtwerke Solingen sind Mitglied im Verkehrsverbund Rhein-Ruhr (VRR).

## Geschichte

### Ab den 1890er Jahren: Straßenbahn Solingen
Auf dem Gebiet der heutigen Großstadt Solingen wurden ab der Wende zum 20. Jahrhundert zwei voneinander unabhängige Straßenbahnsysteme betrieben. Die 1897 eingerichtete Solinger Stadtbahn verkehrte auf Strecken in (Alt-)Solingen und Höhscheid, die 1898 eröffnete Solinger Kreisbahn verkehrte auf dem Gebiet der damals selbständigen Gemeinden Ohligs, Wald, Gräfrath und Vohwinkel. Streckenerweiterungen führten später auch nach Burg und Widdert. Doch die beiden Streckennetze waren untereinander nicht verbunden, so dass die Fahrgäste etwa an dem Grenzpunkt Schlagbaum zum Umstieg gezwungen waren und verschiedene Fahrkarten benötigten.:16

Straßenbahnwagen der Solinger Kreisbahn in Merscheid, ca. 1927

Dies änderte sich erst nach dem Städtezusammenschluss von Solingen mit Höhscheid, Wald, Gräfrath und Ohligs im Jahr 1929. Die beiden Betriebe von Stadt- und Kreisbahn wurden mit Wirkung zum 1. November 1929 zu einem neuen Betrieb verschmolzen, den Städtischen Straßenbahnen Solingen. Das Unternehmen bediente im Jahr 1929 insgesamt fünf Linien.

### 1930er und 1940er Jahre
Am 29. April 1932 hatte die Stadt Wuppertal, in der die Gemeinde Vohwinkel aufgegangen war, der Auflösung der Kreisbahn nachträglich zugestimmt. Somit wurde die Städtischen Straßenbahnen Solingen GmbH erst zu diesem Zeitpunkt in das Handelsregister eingetragen. Auf Anordnung der Geschäftsführung wurde die GmbH jedoch schon am 30. November 1933 zu einem Eigenbetrieb der Stadt Solingen. Nach einigen Umbauten im Liniennetz betrug seine Länge am Ende des Jahres 1936 ungefähr 38,7 Kilometer.
Im Jahr 1936 begannen die Städtischen Straßenbahnen Solingen zudem mit dem Betrieb von Omnibuslinlien im Solinger Stadtgebiet, während es bis dahin nur private Busverbindungen etwa durch das Unternehmen Wiedenhoff gegeben hatte. Die erste öffentliche Buslinie führte ab Dezember 1936 vom Graf-Wilhelm-Platz über den Bahnhof Ohligs zum Engelsberger Hof.:16
Während des Zweiten Weltkriegs gab es zahlreiche Einschränkungen im Straßenbahn- und im Busverkehr. Durch die Luftangriffe auf Solingen im November 1944 wurden sowohl das Straßenbahndepot an der Kuller Straße als auch das Depot der Omnibusse an der Florastraße und große Teile des Schienennetzes zerstört. Nach Kriegsende wurden die Schäden am Netz der Straßenbahn rasch wieder behoben und Ende 1946 konnte das gesamte Netz mit sechs Linien wieder betrieben werden.:21

### Ab den 1950er Jahren: Umstieg auf den Oberleitungsbus

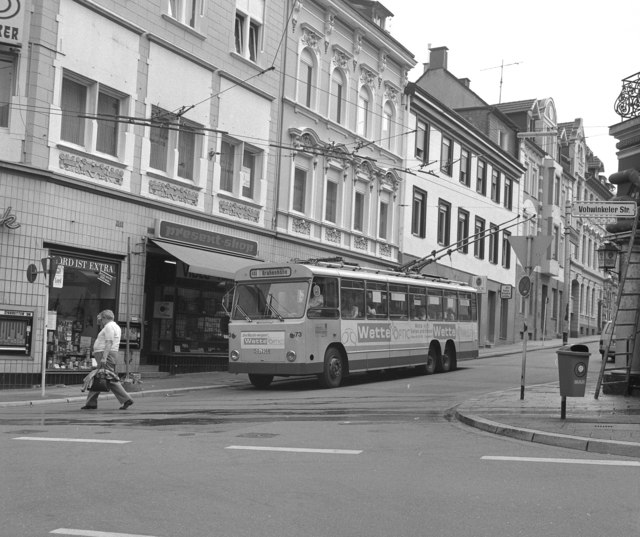
O-Bus vom Typ Trolleybus Solingen, der von den SWS selbst hergestellt wurde

Da das Streckennetz der Straßenbahn nur eingleisig ausgebaut war, hielt es dem gestiegenen Verkehr der 1950er Jahre nicht mehr stand. Ein zweigleisiger Ausbau war aufgrund der engen Solinger Straßen nicht möglich, weshalb ein anderes Verkehrsmittel her musste. Ab 1952 wurden die Straßenbahnstrecken sukzessive durch Oberleitungsbusstrecken ersetzt. Am 12. Juni 1952 wurde die erste und am 16. November 1959 um 10 Uhr die letzte Straßenbahnlinie der Stadtwerke in Solingen eingestellt.:25
Der erste O-Bus-Strecke zwischen dem zentralen Busbahnhof, dem Graf-Wilhelm-Platz, und dem Ohligser Bahnhof ging am 19. Juni 1952 in Betrieb. Die letzte Strecke nach Burg wurde am 2. Dezember 1959 eingeweiht. Parallel zum Umstieg auf den Oberleitungsbus wurden dis bisherigen Städtischen Straßenbahnen Solingen im Jahr 1958 als Verkehrsbetrieb in die Stadtwerke Solingen integriert.:4 Kleinere Erweiterungen des Oberleitungsbusnetzes erfolgten zu Beginn der 1980er Jahre zur Hasseldelle und nach Höhscheid-Brockenberg. Die letzte große Erweiterung erfolgte 1993 mit der Anbindung des Stadtteils Aufderhöhe an den O-Bus. In Ermangelung eines passenden Fahrzeugtyps bauten die Stadtwerke Ende der 1960er Jahre sogar ein eigenes Modell, den sogenannten Trolleybus Solingen.
Neben den Oberleitungsbussen wurden im Jahre 1962 30 Omnibusse auf insgesamt 14 Linien betrieben.:16 Ebenfalls 1962 konnte der neu errichtete Betriebshof an der Weidenstraße eingeweiht werden. Er war erforderlich geworden, da das alte Depot an der Kuller Straße durch den Umstieg auf den Oberleitungsbus nicht mehr ausreichte.:33

### Ab den 1990er Jahren: Privatisierung der Stadtwerke Solingen GmbH

Logo der Stadtwerke Solingen ab den 1990er Jahren

Am 22. September 1995 wurde der städtische Eigenbetrieb Stadtwerke Solingen in eine GmbH umgewandelt. Im Jahr 2002 wurden die Stadtwerke dann zu rund der Hälfte an MVV Energie verkauft, die Stadt blieb jedoch weiterhin Mehrheitseigner der Gesellschaft. Nach diversen Unstimmigkeiten mit der Partnergesellschaft MVV wurden die Stadtwerke schließlich zum 1. Oktober 2012 zurückgekauft und befinden sich seitdem wieder komplett in städtischer Hand.
Ende März 1992 nahmen die SWS die ersten Niederflur-Dieselbusse vom Typ O 405 N in Betrieb. Allgemein sind Dieselbusse bei den SWS oft länger in Betrieb als bei anderen Verkehrsbetrieben. Ein Fahrzeuge des Vorgängermodells Mercedes-Benz O 305 (Wagen 168) war z. B. 25 Jahre im Einsatz, bis er 2001 ausgemustert wurde. Zwischen 1996 und 1998 wurden in einer Einkaufskooperation „BergischerBus“, an der die SWS, die WSW mobil GmbH, die Stadtwerke Remscheid und die Hagener Straßenbahn beteiligt waren, zahlreiche Niederflurbusse gekauft. Diese Busse zeichneten sich durch das gleiche Farbkleid aus: Das Bergische StadtLinie Design (Blau und Lichtgrau).

### Seit den 2000er Jahren
In der vierten O-Bus-Generation werden heute 50 Gelenk-O-Busse (Berkhof, Van Hool, Hess), außerdem 47 Solo-Dieselbusse (alle Mercedes-Benz) und 17 Gelenk-Dieselbusse (Mercedes-Benz) eingesetzt.

## Linien

### Oberleitungsbus
| Linie | Strecke | Anmerkungen                                                                                           |
| ----- | --- | --- |
| 681   | Hästen – Bahnhof Mitte – Graf-Wilhelm-Platz – Mangenberg – Merscheid – Ohligs Rathaus – Hauptbahnhof                  | Takt 10/15/15 (samstags und sonntags alle 30 Minuten nach Hästen bzw. alle 15 Minuten bis Bülowplatz) |
| 682   | Hauptbahnhof – Wald – Graf-Wilhelm-Platz – Grünewald – Höhscheid-Brockenberg                                          | Takt 10/15/15                                                                                         |
| 683   | Wuppertal-Vohwinkel Bahnhof – Gräfrath – Graf-Wilhelm-Platz – Bahnhof Mitte – Krahenhöhe – Stadtwald – Burger Bahnhof | Takt 10/15/15 (nach Burger Bahnhof alle 30 Minuten, sonst bis Schleife Krahenhöhe)                    |
| 684   | Hasselstraße – Graf-Wilhelm-Platz – Bahnhof Mitte P+R – Brühl – Schule Widdert                                        | Takt 10-15/15/30-15                                                                                   |
| 685   | Graf-Wilhelm-Platz – Klingenhalle – Schmalzgrube – Aufderhöhe                                                         | Takt 30/30/60                                                                                         |
| 686   | Aufderhöhe – Schmalzgrube – Mangenberg – Graf-Wilhelm-Platz                                                           | Takt 30/30/60                                                                                         |
| 691   | St.-Lukas-Klinik – Ohligs Markt – Hauptbahnhof – Aufderhöhe – Höhscheid                                               | Batterieoberleitungsbus                                                                               |
| 694   | Hauptbahnhof – Aufderhöhe – Landwehr/Rupelrath – Leichlingen Bf – Leichlingen Busbahnhof                              | Batterieoberleitungsbus                                                                               |
| 695   | Meigen – Bahnhof Mitte – Graf-Wilhelm-Platz – Industriestraße – Eugen-Maurer-Haus/ZDS – Abteiweg                      | Batterieoberleitungsbus                                                                               |

### Dieselbus
| Linie | Strecke | Anmerkungen |
| ----- | --- | --- |
| 687   | Burg Schloss – Burg Brücke – Stadtwald – Krahenhöhe – Müngsten Brückenpark | Wander-Express (während der Sommerzeit) |
| 689   | Burg Aue – Burg Brücke – Burg Schloss – Höhrath | |
| 690   | Graf-Wilhelm-Platz – Freiligrathstraße – Botanischer Garten – Wald Kirche – Wittkuller Straße – Eschbach Graf-Wilhelm-Platz – Freiligrathstraße – Botanischer Garten – Wald Kirche – Ittertal – Obenitter (Graf-Wilhelm-Platz – Albrechtplatz) – Wald Kirche – Lindgesfeld Nord | Linienweg Richtung Eschbach/Obenitter abwechselnd halbstündlich (mo–fr) bzw. stündlich (sa/so) Linienweg Lindgesfeld Nord nur viermal am Tag Richtung Wald Kirche/Albrechtplatz/Graf-Wilhelm-Platz (davon zweimal bis Wald Kirche und jeweils einmal bis Albrecht- bzw. Graf-Wilhelm-Platz) bzw. dreimal Richtung Lindgesfeld Nord (nur mo–fr) |
| 692   | Graf-Wilhelm-Platz – Halfenweiherplatz – Wald Kirche – Ittertal – Haan Markt | |
| 693   | Graf-Wilhelm-Platz – Vogelsang – Wittkuller Straße – Wald Kirche – Humboldtschule – Merscheid – Am Frühling – Aufderhöhe | |
| 696   | Graf-Wilhelm-Platz – Stübchen – Hossenhaus – Obenkatternberg – Untenkatternberg | |
| 697   | Graf-Wilhelm-Platz – Brühl – Schule Widdert – Mühlenberg – Rüden | |
| 698   | Graf-Wilhelm-Platz – Wupperstraße – Siedlung Kannenhof | |
| 699   | Graf-Wilhelm-Platz – Grünewald – Höhscheid – Kohlsberg | |

### NachtExpress
| Linie | Strecke |
| ----- | --- |
| NE21  | Graf-Wilhelm-Platz – Mangenberg – Stadtwerke – Industriemuseum – Merscheid – Ohligs Rathaus – Hauptbahnhof → Weststraße → Ohligs Markt → Schützenplatz → Hauptbahnhof     |
| NE22  | Graf-Wilhelm-Platz – Vogelsang – Westersburg – Wittkuller Straße – Wald Kirche – Spitzwegstraße – Hauptbahnhof                                                            |
| NE23  | Krahenhöhe – Meigen – Bahnhof Mitte – Graf-Wilhelm-Platz – Wasserturm – Gräfrath – Ketzberg – Abteiweg – Wuppertal-Vohwinkel Schwebebahn – Vohwinkel Bahnhof              |
| NE24  | Hästen – Bülowplatz – Bahnhof Mitte – Schule Widdert – Bahnhof Mitte P+R – Graf-Wilhelm-Platz – Hasselstraße                                                              |
| NE25  | Graf-Wilhelm-Platz → Klingenhalle → Kotten → Aufderhöhe → Neu-Löhdorf → Hauptbahnhof bzw. Hauptbahnhof → Börkhaus → Aufderhöhe → Kotten → Mangenberg → Graf-Wilhelm-Platz |
| NE28  | Graf-Wilhelm-Platz – Wupperstraße – Siedlung Kannenhof |

### Taxibus
| Linie  | Strecke                                                                         |
| ------ | ------------------------------------------------------------------------------- |
| TB 683 | Burger Bahnhof – Burg Seilbahn – Stadtwald – Dorperhof – Schleife Krahenhöhe    |
| TB 684 | Stöckerberg – Stöcken – Schrodtberg – Kohlfurth                                 |
| TB 690 | Wald Kirche – Lilienthalstraße – Büschberg – Dültgenstal                        |
| TB 691 | Hauptbahnhof – Weststraße – Schützenplatz – Dunkelnberg – Stadion – Teichstraße |
| TB 694 | Hauptbahnhof – Virchowstraße – Bussche-Kessel-Weg – Buchweizenberg              |
| TB 695 | Gräfrath – Nümmen – Gartenstraße – Bechsteinstraße                              |
| TB 696 | Graf-Wilhelm-Platz – Stübchen – Hossenhaus – Obenkatternberg – Untenkatternberg |
| TB 698 | Siedlung Kannenhof – Altenbau – Papiermühle                                     |

## Haltestellen

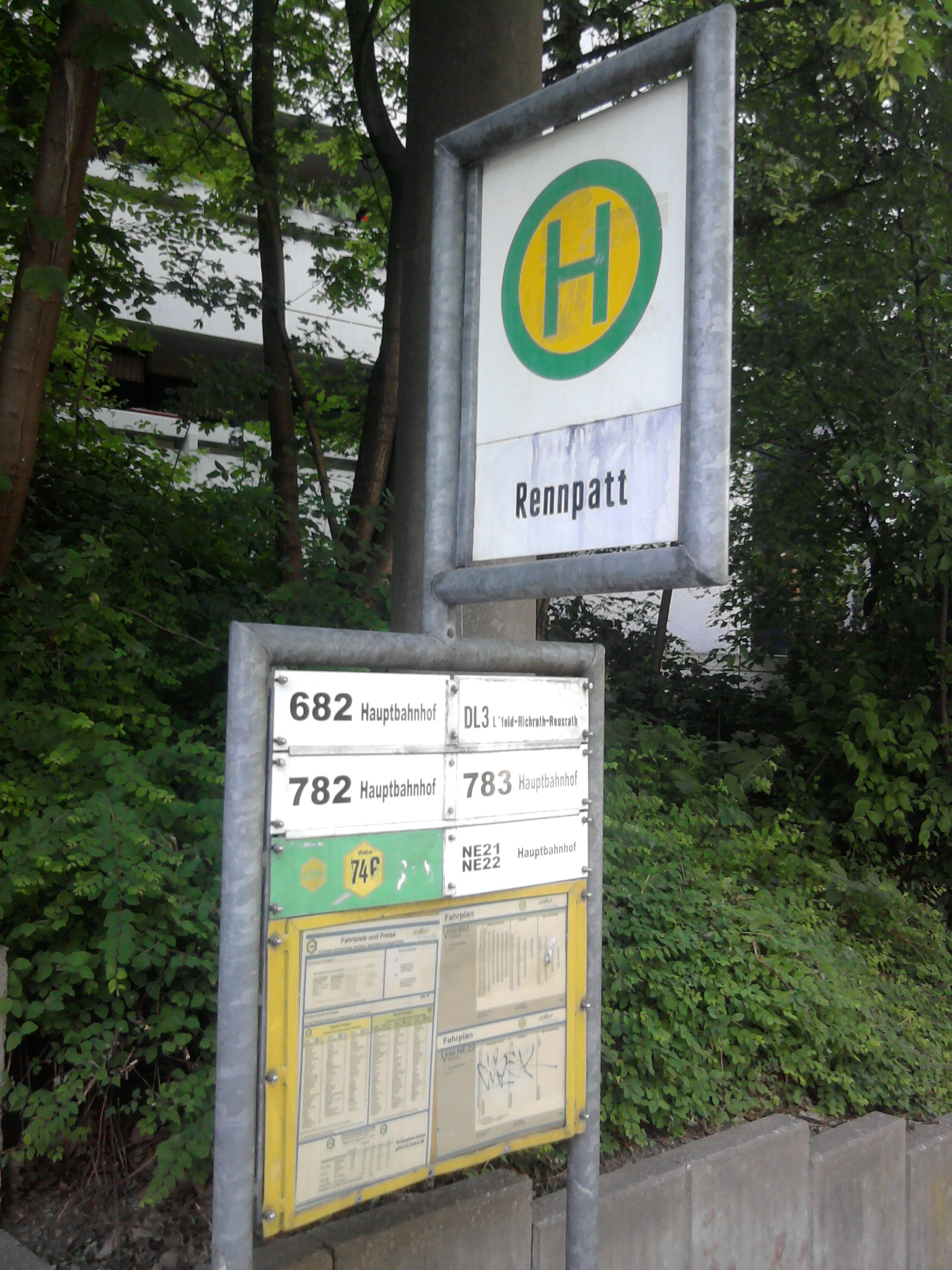
Haltestelle Rennpatt

### Umbenannte Haltestellen
In der jüngeren Vergangenheit wurden folgende Haltestellen umbenannt:
| Alte Bezeichnung  | Neue Bezeichnung                 | Linie(n)                                    | Grund der Umbenennung                                                                                        |
| ----------------- | -------------------------------- | ------------------------------------------- | --- |
| Brunnenstraße     | Cobra                            | 681                                         | Hinweis auf das Kulturzentrum Cobra                                                                          |
| Schlagbaum        | Rathausplatz                     | 681–684, 686, 690, 692, 693, 695            | Neubau des Rathauses und des davorliegenden Rathausplatzes                                                   |
| Rathausplatz      | Rathaus                          | 681–684, 686, 690, 692, 693, 695            | Aufgrund der Umbenennung des Rathausplatzes in Walter-Scheel-Platz wurde die Bushaltestelle erneut umbenannt |
| Wald Mitte        | Wald Mitte/Stadtpark             | 682, 692, 693                               | Hinweis auf den Walder Stadtpark hinter dem alten Rathaus                                                    |
| Augustinerstr.    | Spitzwegstr. und Obere Weyerstr. | 682                                         | Entfall der alten Haltestelle                                                                                |
| Hindenburgplatz   | Walder Marktplatz                | 690, 692                                    | Umbenennung des Platzes                                                                                      |
| Walder Marktplatz | Walder Marktplatz/Stadion        | 690, 692                                    | Hinweis auf die nahe liegende Jahnkampfbahn Wald (auch Walder Stadion)                                       |
| Ohligs Bahnhof    | Hauptbahnhof                     | 681, 682, 691, 694, 782, 783, 791, 792, DL3 | Umbenennung des Bahnhofes zum 10. Dezember 2006                                                              |
| Arbeitsamt        | Agentur für Arbeit               | 681                                         | Umbenennung der öffentlichen Einrichtung Arbeitsamt in Arbeitsagentur                                        |
| Eigen             | Botanischer Garten               | 690                                         | Hinweis auf den Botanischen Garten                                                                           |
| Grünewald         | Technologiezentrum               | 682, 699, VRS 250                           | Hinweis auf das Gründer- und Technologiezentrum                                                              |
| Hauptbahnhof      | Grünewald                        | 682                                         | Umbenennung aufgrund des neuen Bahn Haltepunktes Grünewald und der Stilllegung des alten Hauptbahnhofes      |
| Brockenberg       | Höhscheid Brockenberg            | 682, 699                                    | Ergänzung des Stadtteils Höhscheid                                                                           |
| Zentral           | Central                          | 682, 683                                    | Anpassung an die historische Schreibweise                                                                    |
| Eugen-Maurer-Heim | Eugen-Maurer-Haus/ZDS            | 695                                         | Hinweis auf die Zentralfachschule der Deutschen Süßwarenwirtschaft sowie das Altenheim                       |
| Lagerstraße       | Bahnhof Mitte P+R                | 684, 697                                    | Hinweis auf den nahe liegenden Bahnhof Solingen Mitte                                                        |
| Schule Kannenhof  | Alexander-Coppel-Gesamtschule    | 698 (früher, jetzt TB698)                   | Hinweis auf den Namen der Schule                                                                             |

### Entfallene Haltestellen
| Name                        | Linie(n)  | Grund des Entfalls |
| --------------------------- | --------- | --- |
| Kaiserplatz (Wuppertal)     | 683       | Die Haltestelle wird seit der Verlängerung zum Bahnhof Vohwinkel nicht mehr bedient |
| Vohwinkel-Kluse (Wuppertal) | 683       | umbenannt in Roßkamper Straße |
| Burg Brücke (Drehscheibe)   | 683       | Die Haltestelle befindet sich seit der Verlängerung im November 2009 auf der Brücke, die Haltestelle im Bereich der Zufahrt zur Drehscheibe wird hingegen nur noch von Sonderfahrten bedient. |
| Augustinerstraße            | 682       | Die Haltestelle wurde im Jahr 2005 durch die Haltestellen Spitzwegstraße und Obere Weyerstraße ersetzt                                                                                        |
| Bahnstraße/Getaway          | NE21, DL3 | Aufgrund der Schließung der „Getaway Diskotheken“ wurde der Linienweg der Linie NE21 geändert. Die Linie DL3 wurde gestrichen, weshalb diese Haltestelle nicht mehr angefahren wird.          |

## Fahrzeuge

### Oberleitungsbusse, ehemalige Oberleitungsbusse

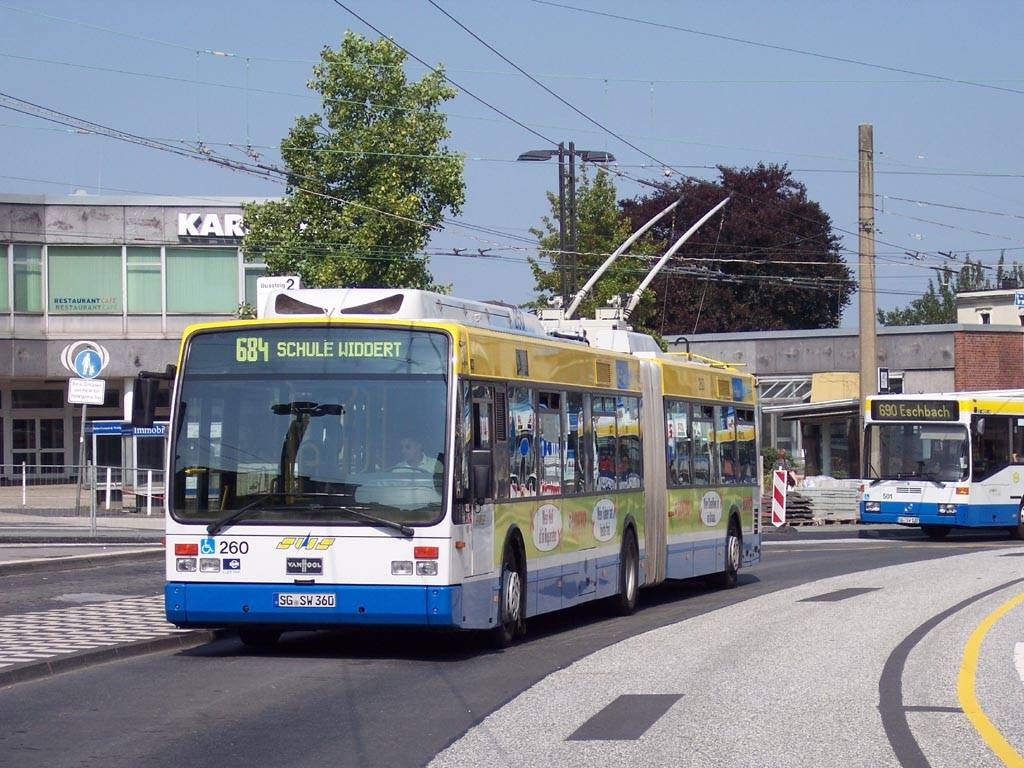
Ein Van Hool O-Bus auf dem Graf-Wilhelm-Platz

| Wagennummer(n)                    | Anzahl | Hersteller        | Elektrik        | Modell                 | Art                                                        | Typ im Einsatz seit            |
| --------------------------------- | ------ | ----------------- | --------------- | ---------------------- | ---------------------------------------------------------- | ------------------------------ |
| 171, 173, 175, 177, 178, 184, 185 | 11     | Berkhof           | Alstom / Traxis | Premier AT 18          | Niederflur-Gelenkwagen                                     | 10. Juni 2001                  |
| 253–258, 260-262, 264-270         | 17     | Van Hool          | Kiepe           | AG 300 T               | Niederflur-Gelenkwagen                                     | 25. September 2002             |
| 951–965                           | 15     | Carrosserie Hess  | Vossloh Kiepe   | Swisstrolley 3         | Niederflur-Gelenkwagen                                     | 26. Januar 2009                |
| 861–864                           | 4      | Solaris           | Kiepe Elektrik  | Solaris Trollino 18,75 | Batterie-Oberleitungsbus                                   | Jungfernfahrt am 16. Juni 2018 |
| 865–880                           | 16     | Solaris           | Kiepe Elektrik  | Solaris Trollino 18 IV | Batterie-Oberleitungsbus                                   | zugelassen                     |
| 201–208                           | 8      | Solaris           | Kiepe Elektrik  | Solaris Trollino 12 IV | Batterie-Oberleitungsbus                                   | zugelassen                     |
| 42                                | 1      | MAN/ Gräf & Stift | Kiepe Elektrik  | MAN SL 172 HO          | Hochflur-Solowagen (Eigentum Obus-Museum Solingen e. V.)   | 29. Dezember 1986              |
| 5                                 | 1      | MAN/ Gräf & Stift | Kiepe Elektrik  | MAN SG 200 HO          | Hochflur-Gelenkwagen (Eigentum Obus-Museum Solingen e. V.) | 26. November 1984              |

### Dieselbusse

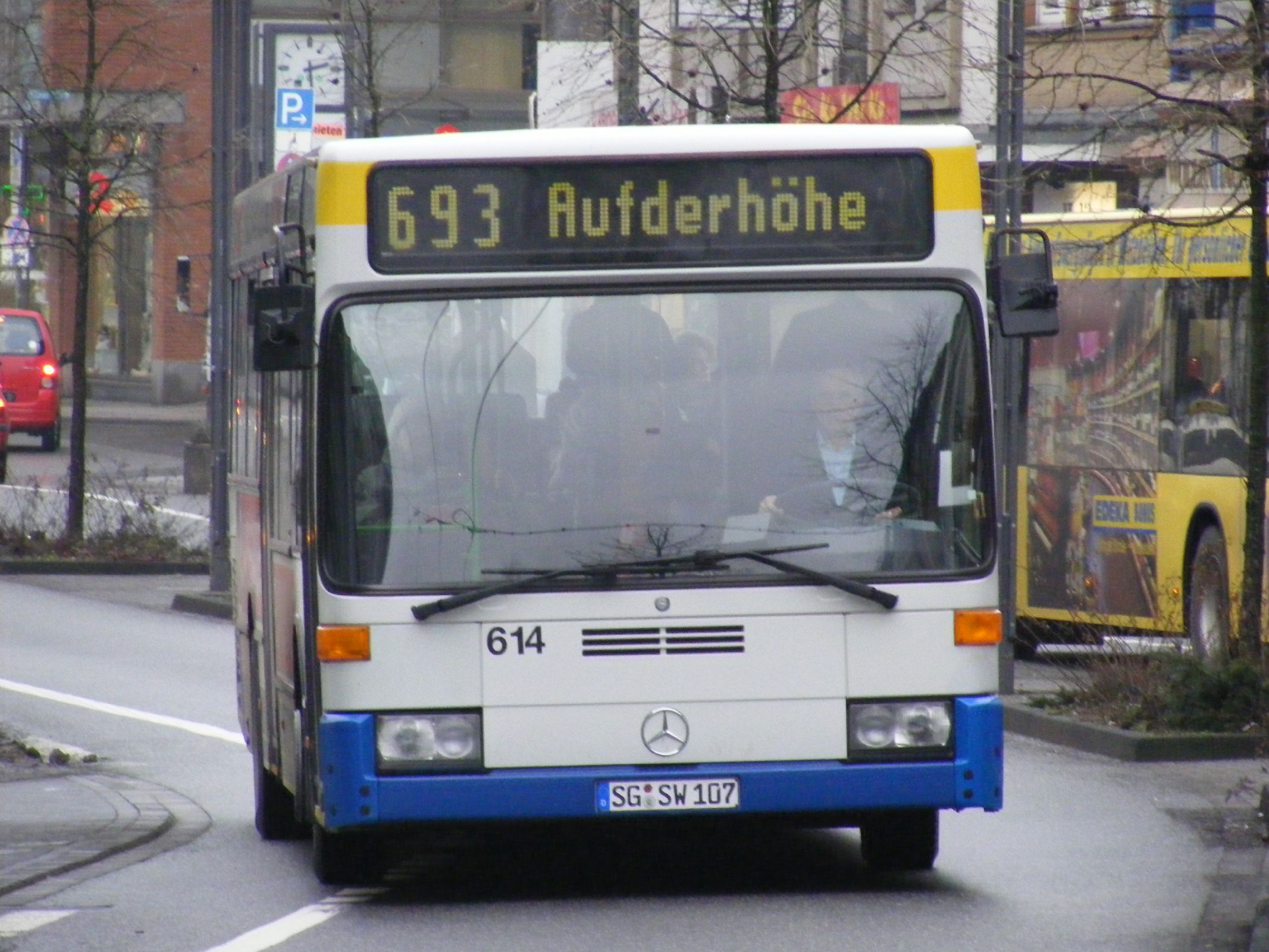
Ein Mercedes-Benz O 405 N2 auf Linie 693 auf der Kölner Straße. Das StadtLinie-Design des VRR wurde mit einer zur SWS passenden gelben Linie ergänzt

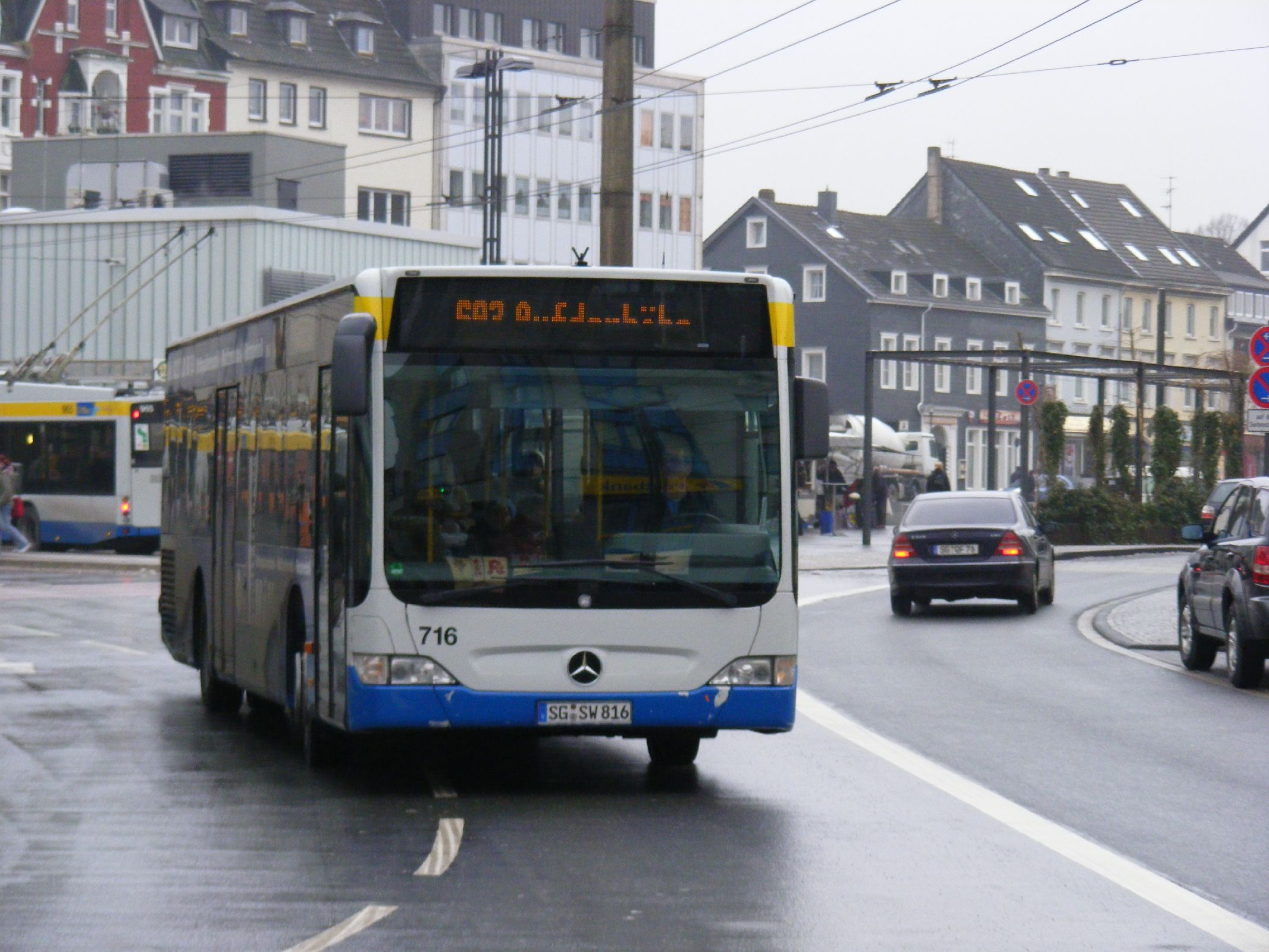
Ein Mercedes-Benz EvoBus O530 auf dem Graf-Wilhelm-Platz

Der aktuelle Autobusfuhrpark der SWS setzt sich wie folgt zusammen:
| Wagennummer(n) | Anzahl | Typ                              | Anmeldung          | Besonderheit |
| -------------- | ------ | -------------------------------- | ------------------ | --- |
| 151            | 1      | Mercedes-Benz O 305              | 24. November 1982  | Eigentum des Obus-Museum Solingen e. V. |
| 653            | 1      | Mercedes-Benz O 405 GN2          | 6. Februar 1996    | Eigentum des Obus-Museum Solingen e. V. (in Aufarbeitung) |
| 711–718        | 8      | Mercedes-Benz O 530 (Facelift)   | 10. September 2007 | |
| 751–756        | 6      | Mercedes-Benz O 530 G            | 25. September 2007 | |
|                |        |                                  |                    | |
| 111–120        | 10     | Mercedes-Benz O 530 (Facelift)   | 25. Januar 2011    | erstmals als Variante mit drei Türen |
| 301–310        | 10     | Mercedes-Benz O 530 (Facelift)   | 12. November 2013  | Variante mit drei Türen |
| 351–354        | 4      | Mercedes-Benz O 530 G (Facelift) | 20. November 2013  | |
| 761–764        | 4      | Mercedes-Benz O 530 G C2         | Juni 2017          | erstmals mit vier Türen und neuem Corporate-Design: gelb und blau auf einem silbernen Hintergrund, vollklimatisiert                                                             |
|                |        |                                  |                    | |
| 851–860        | 10     | Mercedes-Benz O 530 G            | 2020               | ex Hamburger Hochbahn ex Offenbach ex Bogestra Außerdem befindet sich der Mercedes-Benz O 305 mit der Wagennummer 151 und dem Baujahr 1982 im Besitz des Obus-Museums Solingen. |

### Batterie-Oberleitungsbusse
Seit Januar 2018 wird ein sogenannter Batterie-Oberleitungsbus (BOB) in Solingen getestet. Es ist mittelfristig geplant, die vorhandenen Oberleitungsbusse mit Dieselhilfsantrieb durch BOB zu ersetzen. Im Moment sind vier BOB in Betrieb (Juni 2018), für weitere 16 BOB besteht eine Bestelloption. Die Reichweite im Batteriebetrieb beträgt etwa 20 Kilometer. Die SWS sowie der polnische Hersteller Solaris und das Düsseldorfer Unternehmen Kiepe Electric stellen die Fahrzeuge gemeinsam her. Getestet wird auf den Linien 681, 682 und 683. Der Regelbetrieb ist ab Herbst 2018 auf der Linie 695 geplant. Der Bund fördert das Projekt mit 15 Millionen Euro, der Preis für einen BOB liegt bei 900.000 Euro. Die Ladezeit an der Ladestation beträgt eine Stunde, es kann aber auch über die Oberleitung geladen werden. Wenn die Leistung der Batterien zu stark abgesunken ist, werden diese als Stromspeicher in Umspannwerken installiert. Die Jungfernfahrt mit Gästen fand am 16. Juni 2018 statt.

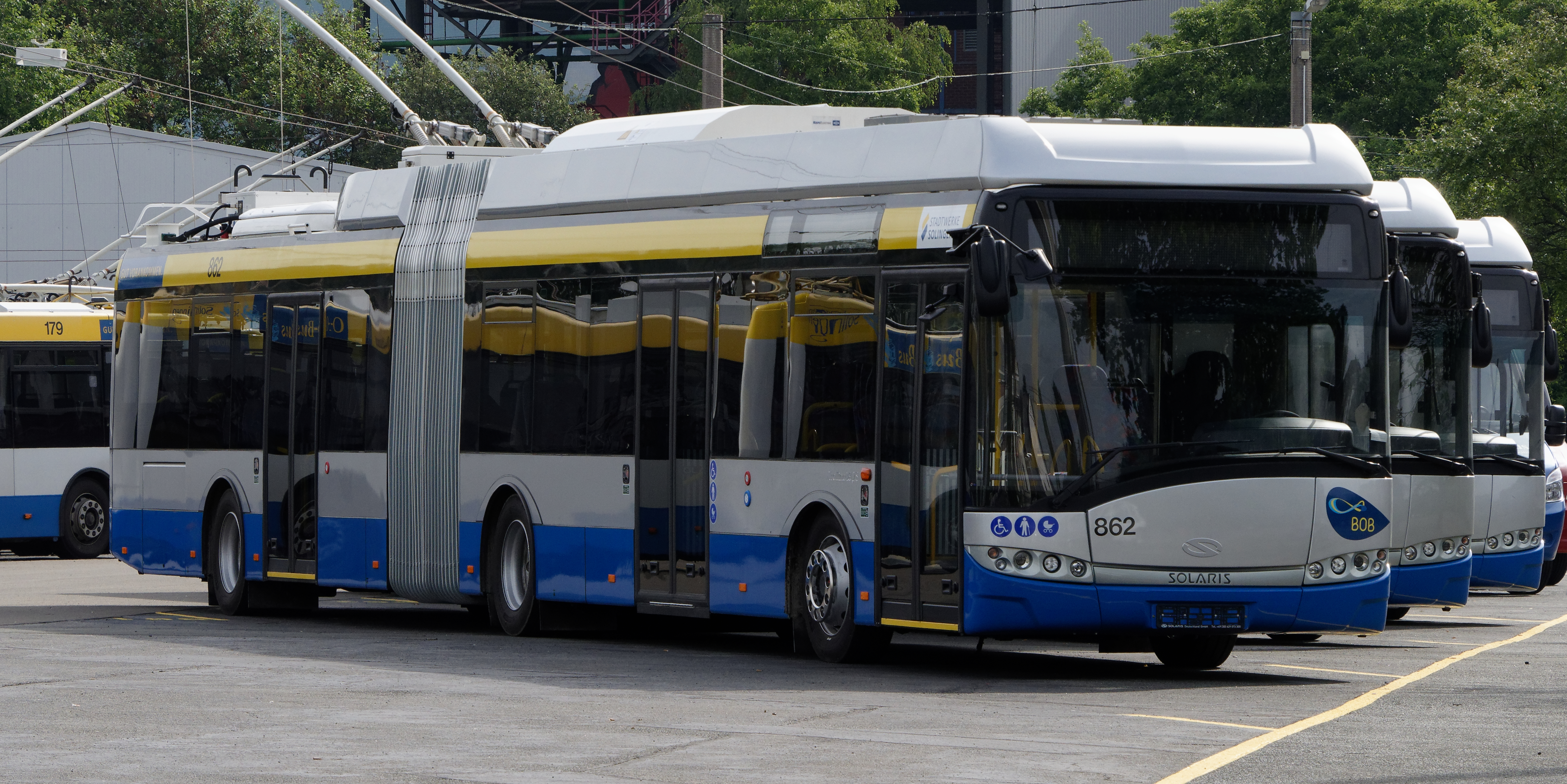
Der BOB auf dem Gelände der Stadtwerke Solingen
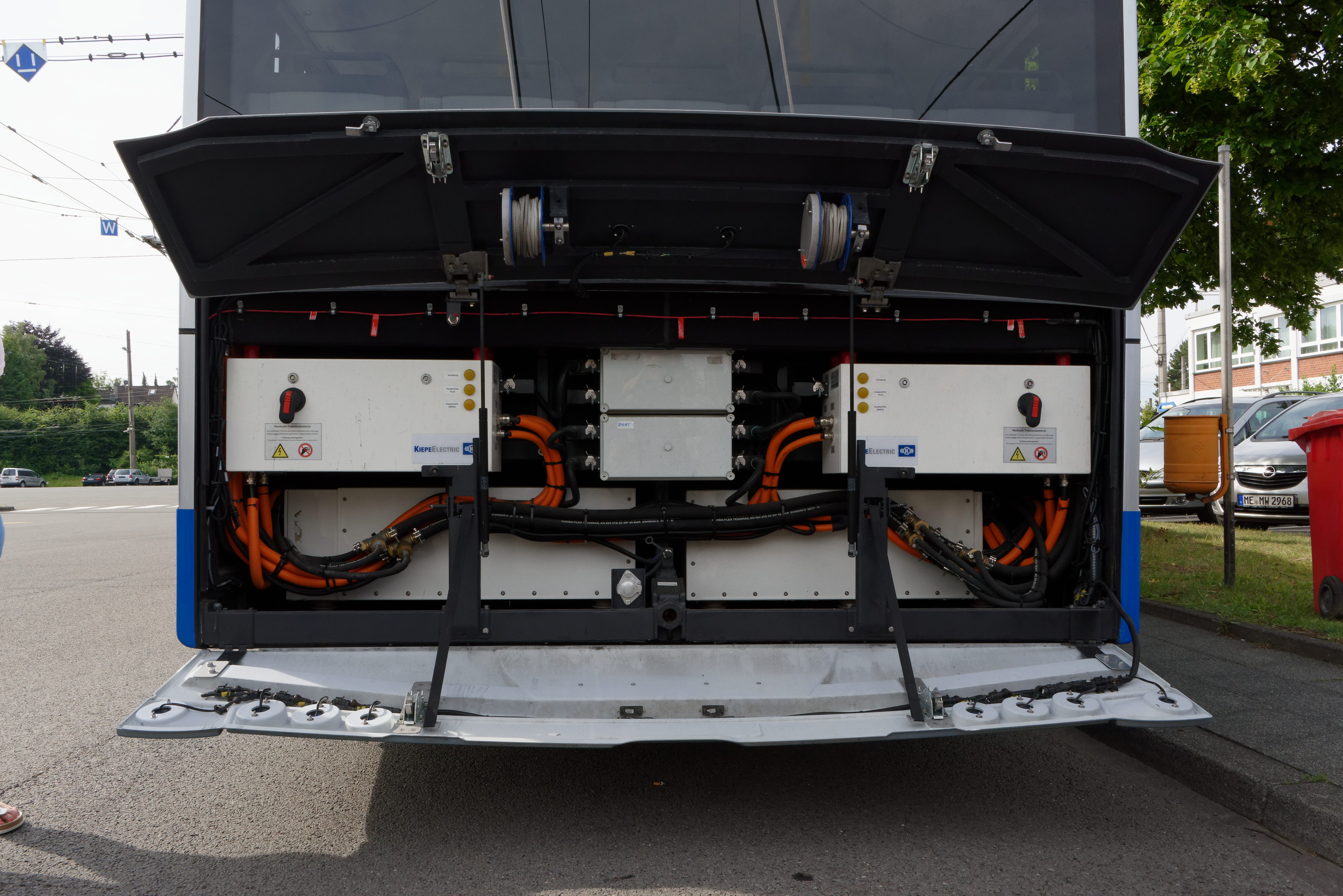
Steuereinheiten und Akku
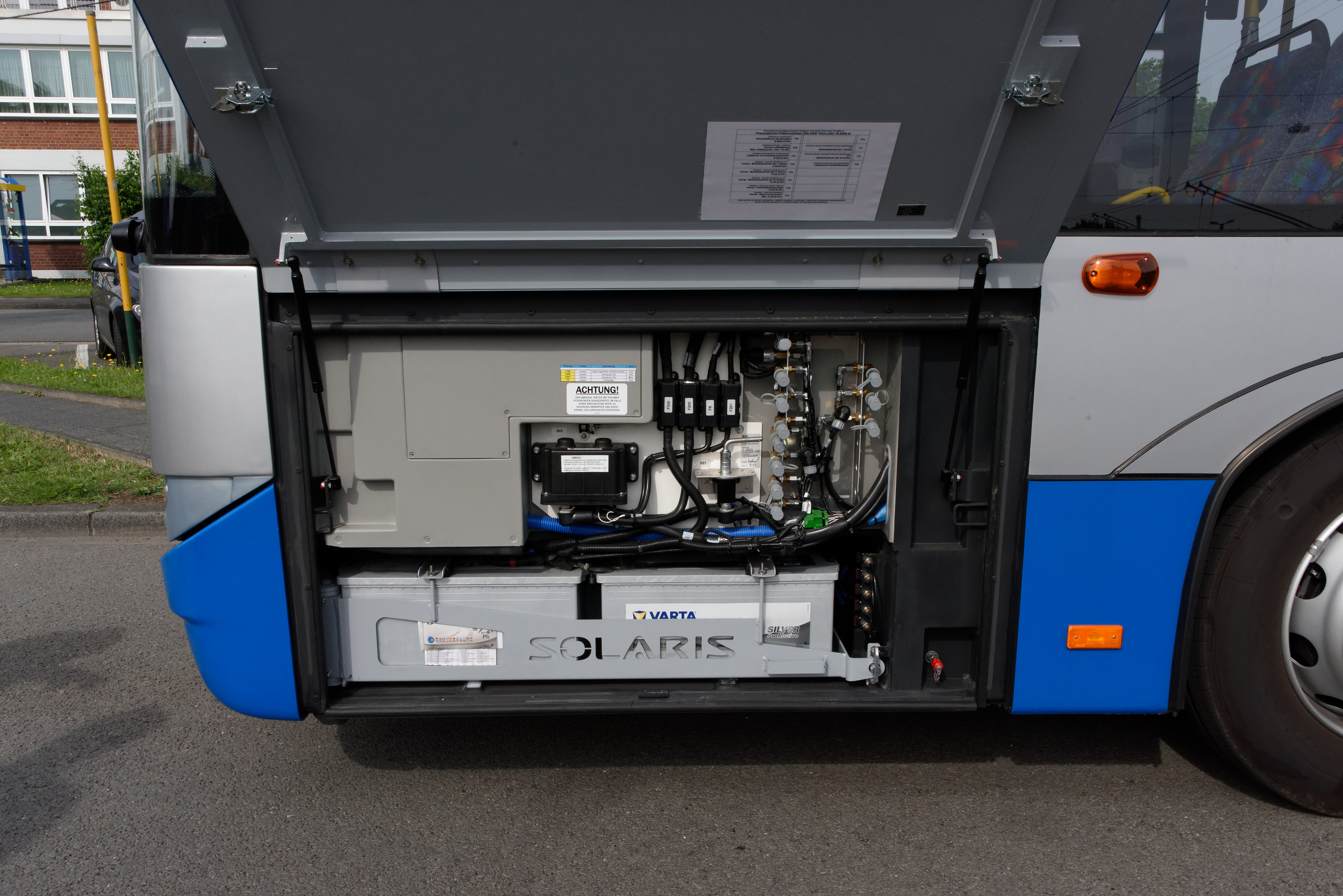
Zentrale Steuerung zum Ein- und Ausschalten
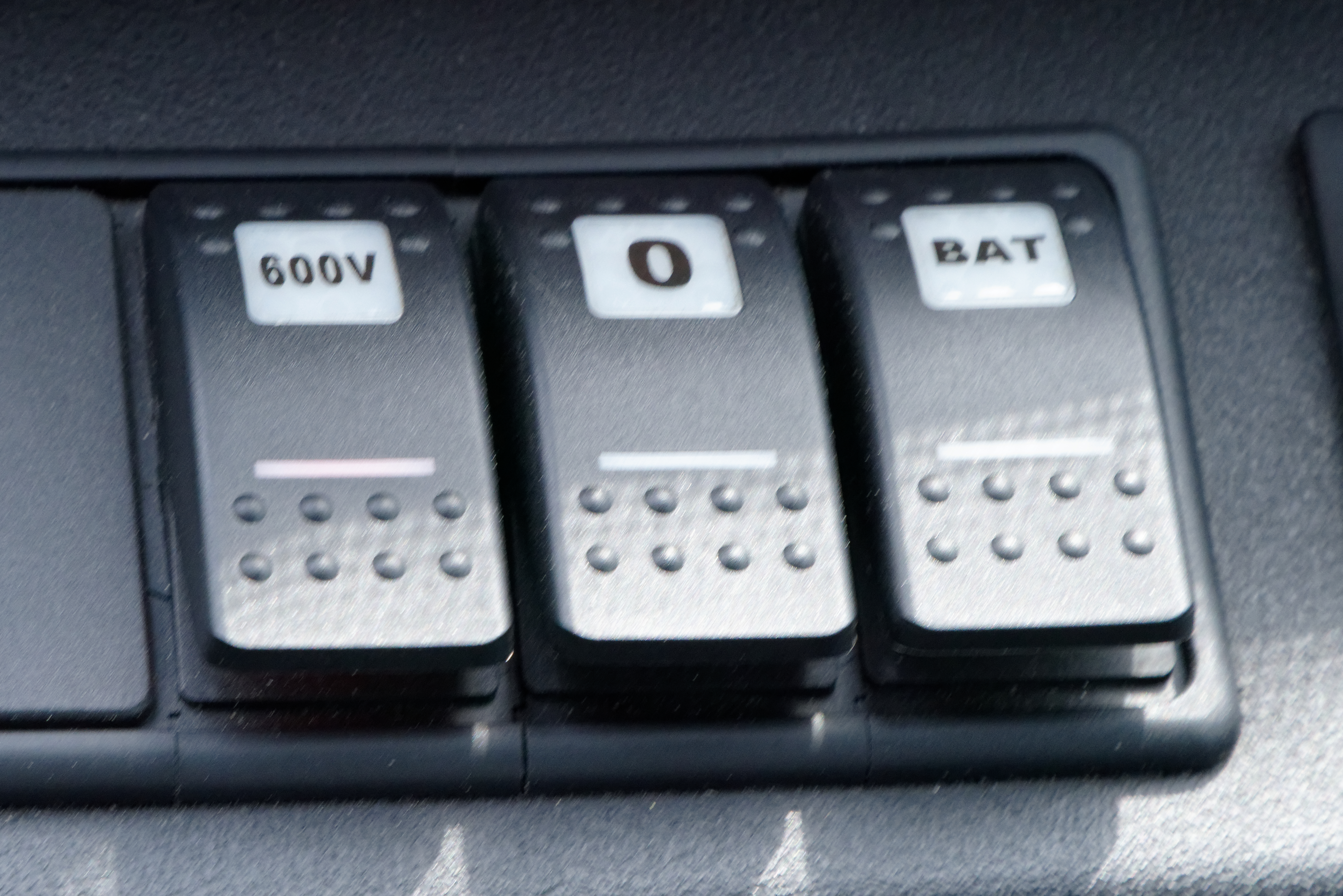
Auswahl der Betriebsart, 600 V = Oberleitung
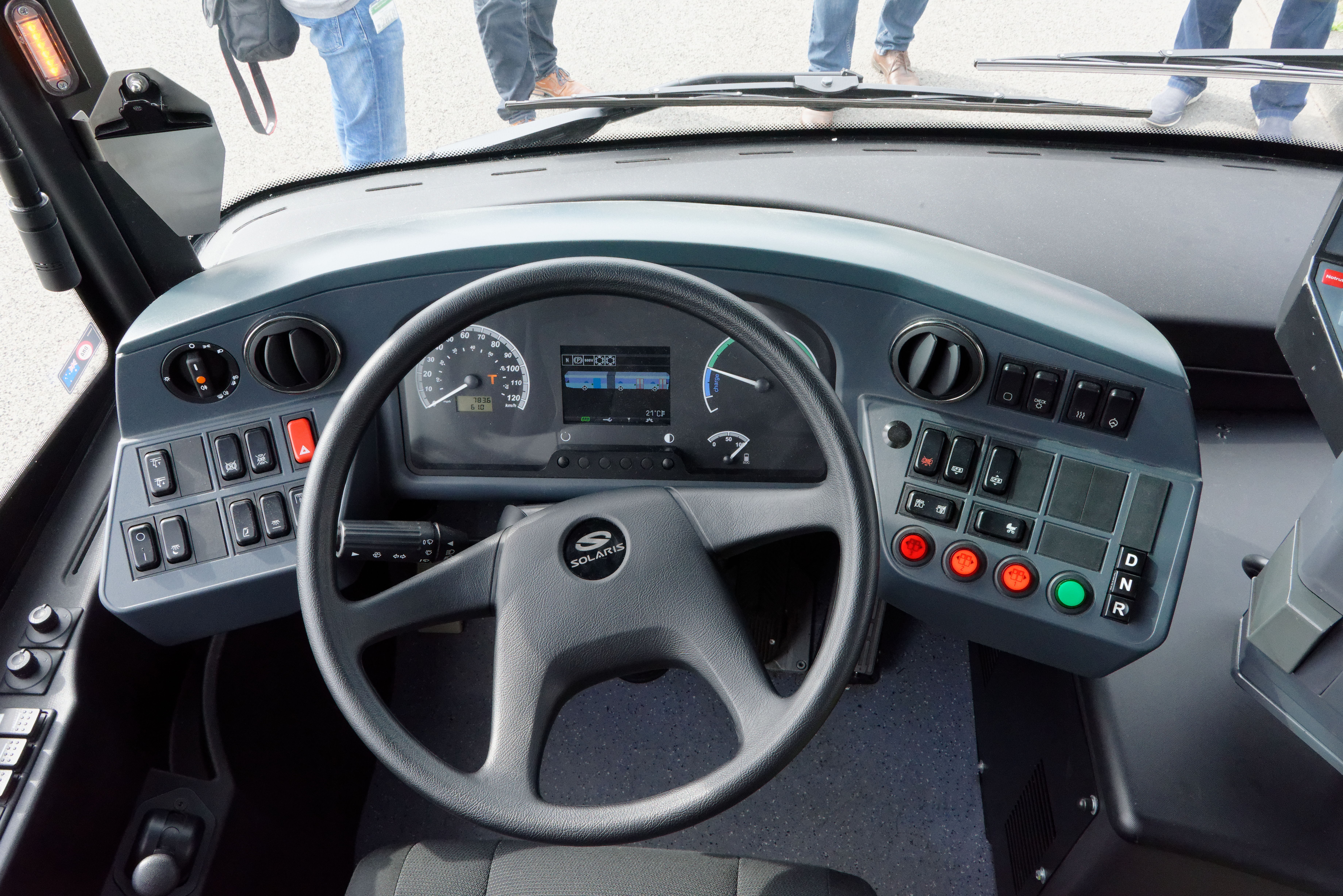
Fahrercockpit
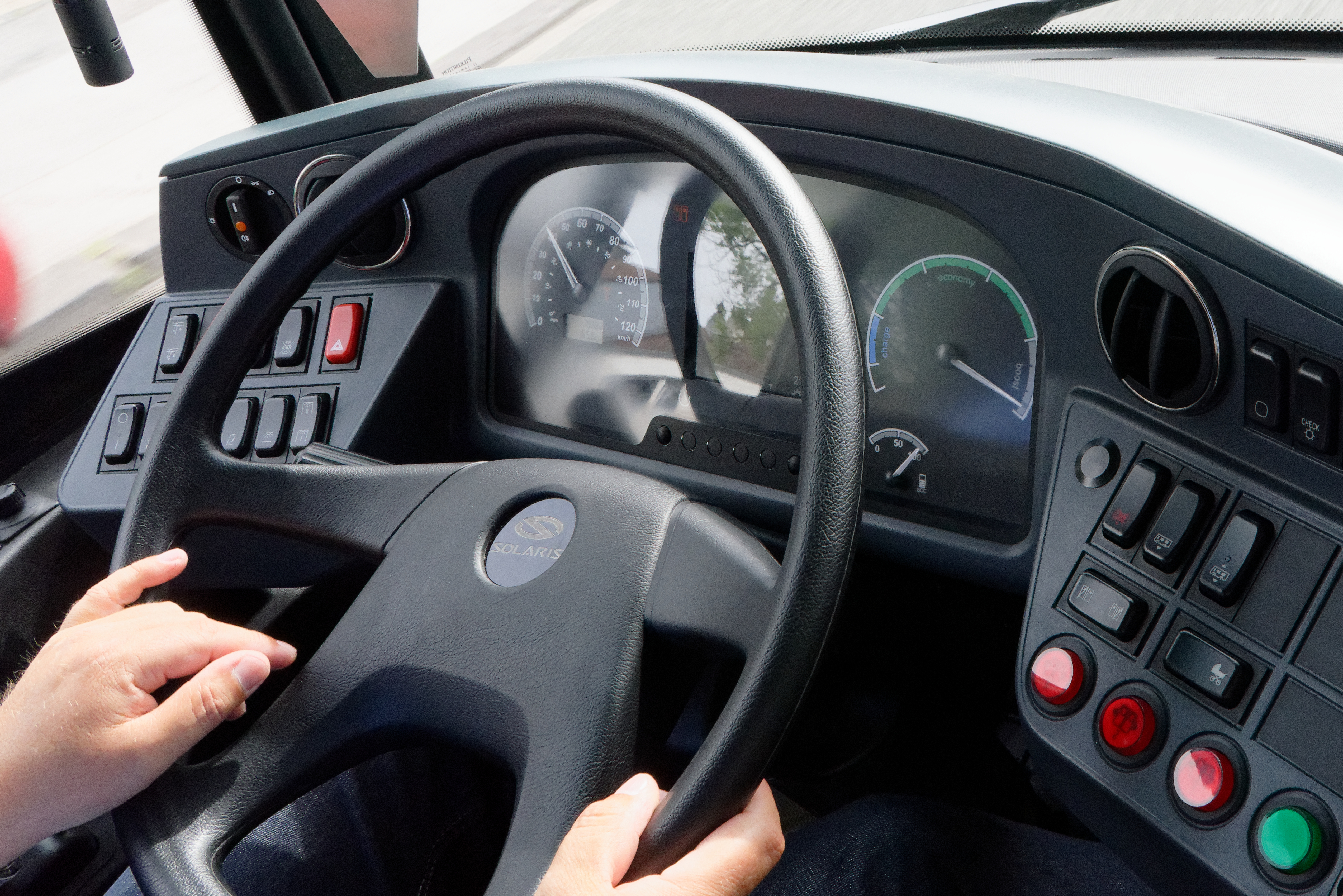
Anzeige des Verbrauches unter Volllast
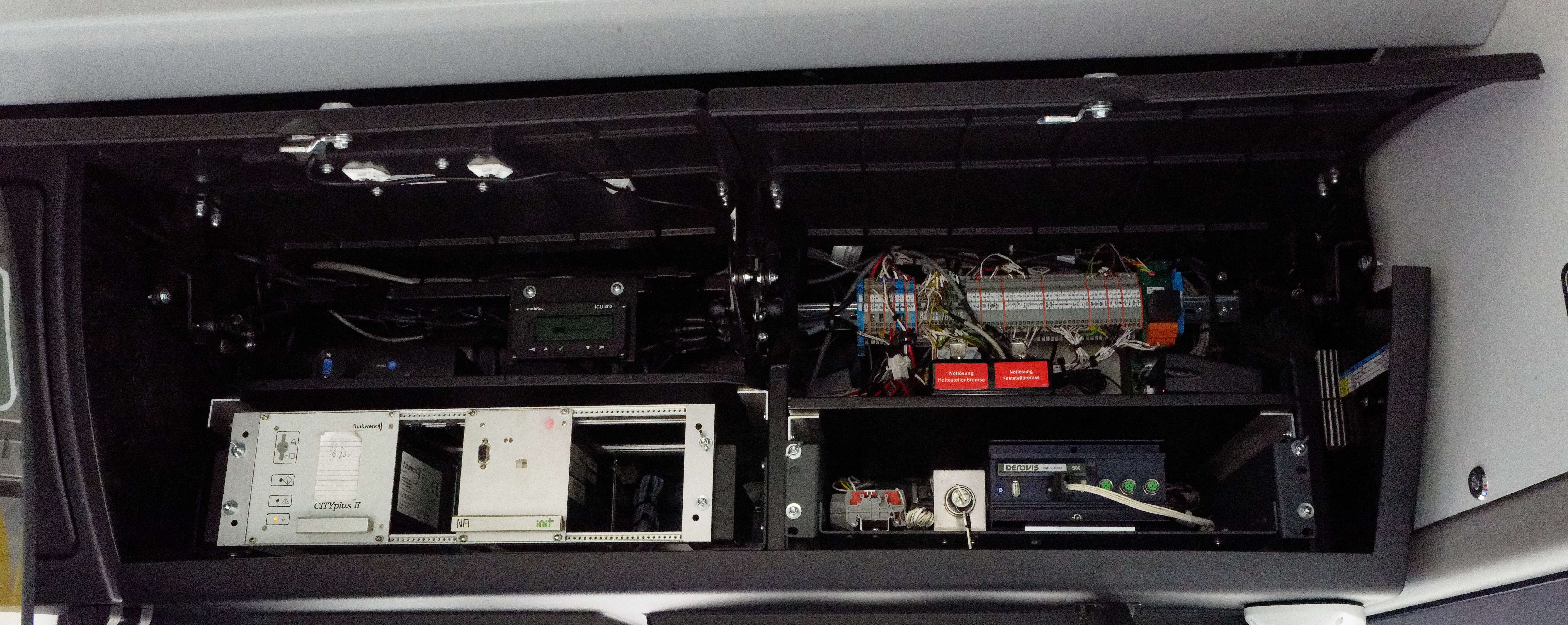
Zentrale Einheit für die Bildspeicherung (60 Stunden) oberhalb des Fahrers

### Ausgemusterte Dieselbusse
| Wagennummer(n) | Typ                        | Anmeldung                  | Ausmusterung                                           | Anmerkungen |  |
| -------------- | -------------------------- | -------------------------- | ------------------------------------------------------ | --- |  |
| 601–604        | Neoplan 4016 NF            | 4. Januar 1995             | Mitte 2008                                             | |  |
| 401–408        | Daimler-Benz O 405 N       | 3. April 1992              | Mitte 2008                                             | |  |
| 511–513        | Daimler-Benz O 405 N       | 6. Oktober 1993            | Oktober 2010                                           | |  |
| 501, 502       | Daimler-Benz O 405 N       | 3. April 1992/18. Mai 1992 | 23. Februar 2007                                       | |  |
| 851–852, 854   | MAN NG 312                 | 11. November 1998          | 5. Januar 2010 (854); Juli 2016 (851) April 2016 (852) | Getriebeschaden, Unfall, Brand; StadtLinie-Design, obere blaue Linie später gelb überklebt; wurden alle vom Zwischenhändler ausgeschlachtet und verschrottet |  |
| 521–524, 526   | Mercedes-Benz O 405 N      | 7. April 1994              | 2013 bis Juni 2014                                     | |  |
| 525            | Mercedes-Benz O 405 N      | 7. April 1994              | Oktober 2010                                           | 2016 versuchter Erhalt im Privatbesitz, 2017 beim Zwischenhändler verschrottet                                                                               |  |
| 611            | Mercedes-Benz O 405 N2     | 29. November 1996          | 7. September 2013                                      | Motorschaden; StadtLinie-Design, obere blaue Linie später gelb überklebt                                                                                     |  |
| 612            | Mercedes-Benz O 405 N2     | 29. November 1996          | Mai 2015                                               | StadtLinie-Design, obere blaue Linie später gelb überklebt; zuletzt ITCS Testwagen                                                                           |  |
| 613            | Mercedes-Benz O 405 N2     | 29. November 1996          | 3. November 2014                                       | StadtLinie-Design, obere blaue Linie später gelb überklebt                                                                                                   |  |
| 614, 615       | Mercedes-Benz O 405 N2     | 29. November 1996          | 6. November 2014                                       | StadtLinie-Design, obere blaue Linie später gelb überklebt                                                                                                   |  |
| 651, 652       | Mercedes-Benz O 405 GN     | 6. Februar 1996            | 5. November 2014                                       | |  |
| 653            | Mercedes-Benz O 405 GN     | 6. Februar 1996            | 2. Dezember 2014                                       | 2015–2020 bei Scholten Reisen, Xanten. WES-QK 815, Januar 2020 zurück nach Solingen als Museumswagen                                                         |  |
| 654            | Mercedes-Benz O 405 GN     | Baujahr 1994               | 23. März 2015                                          | ehemals DSW21, ab Oktober 2006 SWS |  |
| 703            | Mercedes-Benz O 405 N2     | 14. Oktober 1997           | 31. März 2015                                          | Motorschaden; StadtLinie-Design, obere blaue Linie später gelb überklebt                                                                                     |  |
| 705, 706       | Mercedes-Benz O 405 N2     | 14. Oktober 1997           | 28. August 2015                                        | StadtLinie-Design, obere blaue Linie später gelb überklebt                                                                                                   |  |
| 701            | Mercedes-Benz O 405 N2     | 14. Oktober 1997           | 3. November 2015                                       | StadtLinie-Design, obere blaue Linie später gelb überklebt                                                                                                   |  |
| 702            | Mercedes-Benz O 405 N2     | 14. Oktober 1997           | 11. November 2015                                      | StadtLinie-Design, obere blaue Linie später gelb überklebt                                                                                                   |  |
| 853            | MAN NG 312                 | 11. November 1998          | Januar 2016                                            | Getriebeschaden; StadtLinie-Design, obere blaue Linie später gelb überklebt, verschrottet                                                                    |  |
| 104, 106       | Mercedes-Benz O 530 Citaro | 2011 (Bj. 2000)            | September 2017                                         | ex EvoBus Vorführwagen, 2001–2004 ex Küthe&Scholz, Solingen, ex 2004–2010 ex ELBA, 2011 Übernahme durch die SWS                                              |  |
| 704            | Mercedes-Benz O 405 N2     | 14. Oktober 1997           | 20. Oktober 2017                                       | StadtLinie-Design, obere blaue Linie später gelb überklebt                                                                                                   |  |